# Jamatoun

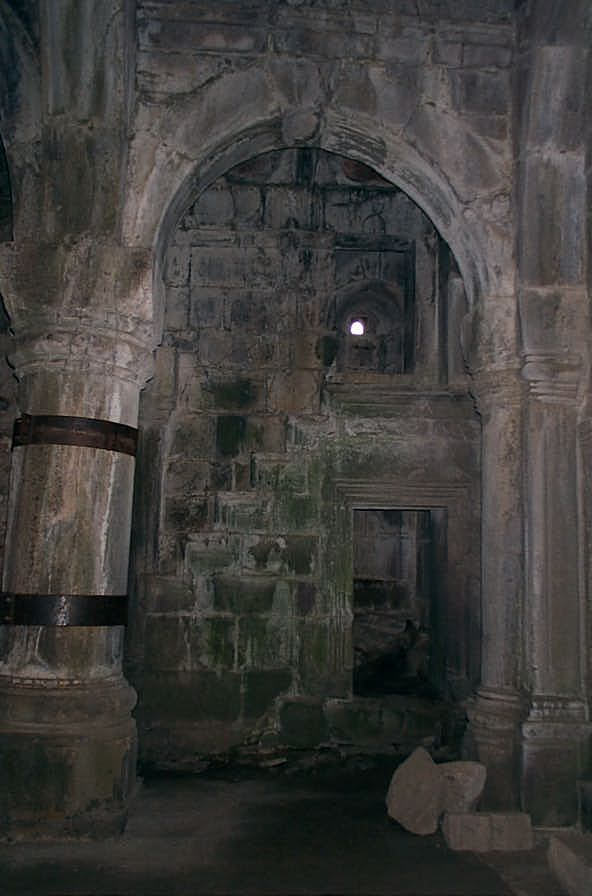
Entrée de l'intérieur du jamatoun de Makaravank.

Le jamatoun est un édifice religieux typiquement arménien compris dans un monastère, parfois rattaché à l'église principale. Il s'est développé aux alentours des XIIe et XIIIe siècles. 
Il pouvait servir de lieu de rencontre pour les ecclésiastiques. Architecturalement, il est assez similaire au gavit. Le fait que celui-ci soit accolé à l'église alors que le jamatoun peut en être écarté demeure la principale différence. 
Il y a parfois de la confusion et débats entre ces deux éléments : ainsi l'historien de l'art Jean-Michel Thierry tend à les qualifier plutôt comme une seule forme, alors que d'autres historiens de l'art arménien les distinguent.
Les exceptions sont nombreuses, comme à Geghard où le jamatoun est dans la roche. L'un des plus beaux est sans doute celui de l'église des Saints-Apôtres de l'ancienne capitale arménienne de l'an mille, Ani.